# Kadmos

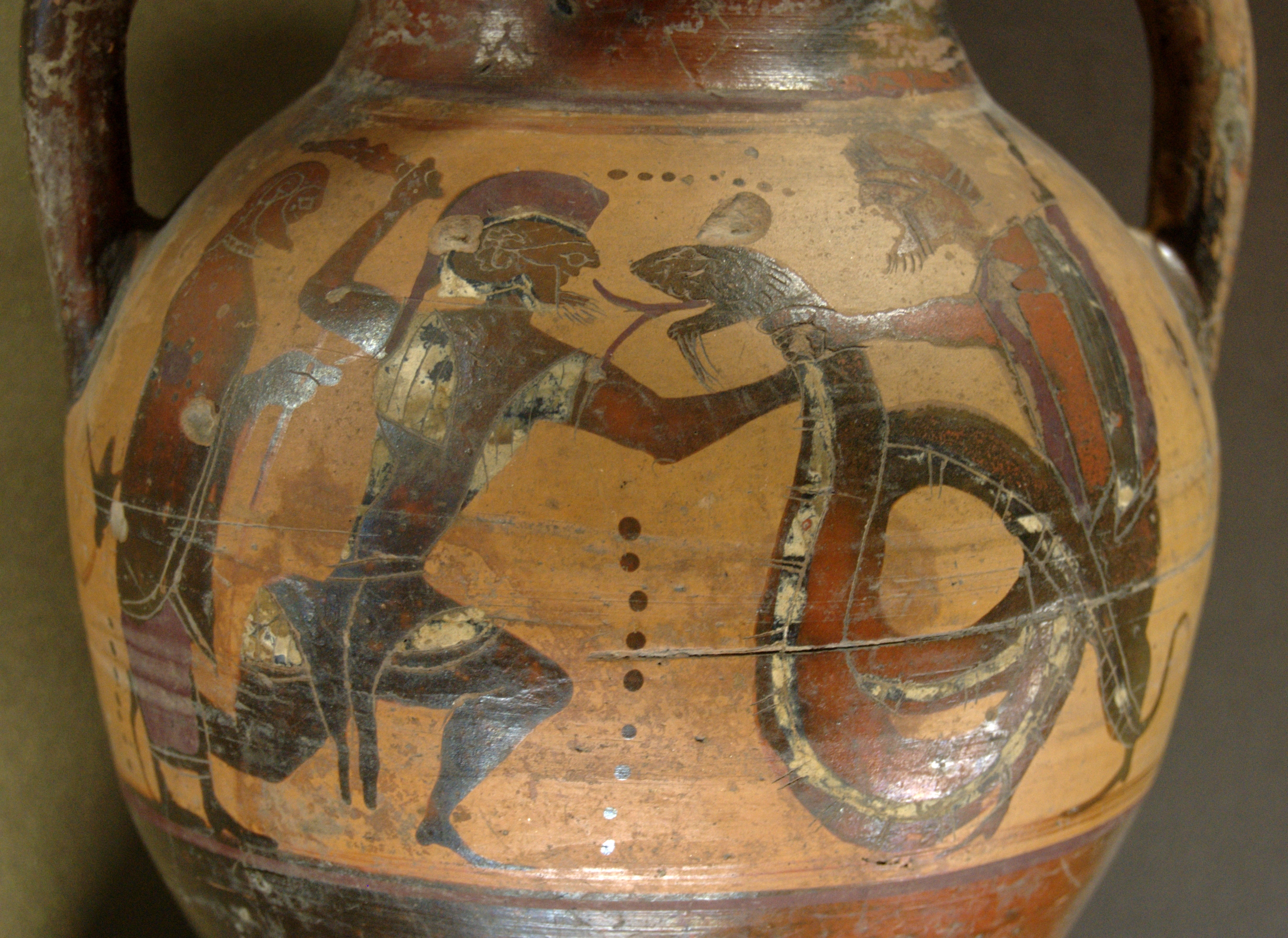
Kadmos a drak, amfora 560-550 př. n. l.

Kadmos (řecky Κάδμος, latinsky Cadmus) byl v řecké mytologii syn sidonského krále Agénóra a jeho manželky Teléfassy — a tedy Féničan. Stal se zakladatelem Théb v Boiótii a jejich prvním králem.
Když Zeus unesl Kadmovu sestru Európu, Kadmos a jeho čtyři bratři se ji vydali hledat. Podle otcova příkazu se bez ní nesměli vrátit domů. Bratři Foiníx a Kilix nechali hledání první a usadili se v cizině. Kadmos si šel pro radu do Delf a prostřednictvím Pýthie se dozvěděl, že má hledat krávu bez jařma a tam, kde kráva ulehne, má založit hrad a město. Krávu našli v místech, kde nebyla dostupná voda, šli ji hledat do lesa a v jeskyni narazili na obrovského hada, který Kadmovy druhy rozsápal. Kadmos je hledal, zjistil, že jsou mrtvi a hada v těžkém boji zabil. Ukázalo se však později, že had patřil bohu Areovi.
Bohyně Athéna přikázala Kadmovi, aby z hadovy tlamy vytrhal dračí zuby a rozsel je po poli. Z dračích zubů vyrostli bojovníci v plné zbroji, vrhli v boji proti sobě a pobíjeli se navzájem až jich zůstalo jen pět nejsilnějších. Ti položili zbraně a dali se do Kadmových služeb. S nimi Kadmos vybudoval město Théby, s pevností a mohutnými hradbami se sedmi branami. Postavil silné vojsko.
Sami olympští bohové vybrali Kadmovi za manželku krásnou Harmonii, dceru boha války Área a bohyně krásy a lásky Afrodíty. Bohové se také zúčastnili svatby. Ovšem jejich miláčkem se Kadmos nestal: Arés mu nemohl zapomenout, že zabil jeho posvátného hada. Rovněž bohyně Artemis pro své mnohé spory s Afrodítou připravila Kadmovi řadu utrpení: zabila mu vnuka Aktaióna, přišel i o svou dceru Semelé a Ínó. Po tom všem se Kadmos i s Harmonií vystěhoval do Illyrie.
Kadmos dlouho nerozuměl nepřízni bohů, považoval se za statečného i spravedlivého krále, bohům hojně obětoval. Až si vzpomněl na zabitého hada a říkal si, že měli bohové rovnou jeho v hada proměnit než mu způsobit tolik utrpení v rodině. A ve stejném okamžiku se mu protáhlo tělo, srostly mu nohy, jazyk se mu rozštěpil a jeho volání na Harmonii už bylo jenom hadím syčením. Ta přispěchala a vykřikla, proč raději neproměnili ji — a už se stalo. Tak v podobě hadů skončili zakladatelé slavných Théb.
Vzpomínka na tento mýtus uchovala až do současnosti slovní spojení „dračí setba“ tomu dílu, které přináší zhoubu.
Kadmos a Harmonia nemohli sledovat další osudy svých potomků:
- syn Polydóros i jeho syn Labdakos zemřeli předčasně, vnuk Láios byl nedospělý, nemohl se tedy ujmout trůnu, vlády se ujal Nykteus. V této linii byl Polydórovým vnukem Oidipus
- dcera Autonoé měla syna Aktaióna; ten nechtíc spatřil na lovu bohyni Artemis nahou, ta ho proměnila v jelena, kterého uštvali jeho vlastní psi
- dcera Semelé, milenka nejvyššího boha Dia uhořela, jejich syna Dionýsa svěřila do výchovy sestře Ínó;
- dcera Ínó a její manžel Athamás se za výchovu Dionýsa dočkali žárlivé nenávisti bohyně Héry; ta seslala na Athamanta šílenství, v němž zabil syna Learcha. Ínó s druhým synem Melikertem se zachránili při skoku do moře, z Ínó se stala mořská bohyně s novým jménem Leukothea; její syn Melikertés se nově nazýval Palaimón.
- dcera Agaué v bakchantském potřeštění – v opilosti – zabila svého syna Penthea.

Svatba Kadma a Harmonie je námětem opery Jeana-Baptisty Lullyho Cadmus et Hermione z roku 1673. Toto dílo je považováno za první francouzskou operu.